# Парламентські вибори в Угорщині 2022
3 квітня 2022 року в Угорщині пройшли парламентські вибори до Національної асамблеї Угорщини, які збіглися з референдумом.

## Округи
- 106 одномандатних округів
- багатомандатні округи (83 місця у парламенті)

Кожен виборець міг отримати два бюлетені, щоб обрати кандидата чи кандидатку по одномандатному округу та список по багатомандатному округу.

## Партії та коаліції
Партії, які брали участь у виборах:

### Загальноугорські
- Коаліція Фідес — ХДНП (при владі з 2010 року)
- Опозиційна коаліція Демократична коаліція — Йоббік — LMP — Зелена партія Угорщини — Угорська соціалістична партія — Рух Моментум — Діалог для Угорщини
- Партія двохвостого собаки
- Наша Батьківщина
- Рух рішень
- Партія нормального життя

### За округами
- Лівий альянс
- Реальні демократи
- Громадянська дія
- Наша партія
- Партія зелених
- Партія бідних
- Ліберальна партія

### Національні списки
- Німецький національний список
- Циганська партія
- Хорватський список

## Остаточні результати[3]
- Коаліція Фідес — ХДНП (при владі з 2010 року) — 135
- Опозиційна коаліція Демократична коаліція — Йоббік — LMP — Зелена партія Угорщини — Угорська соціалістична партія — Рух Моментум — Діалог за Угорщину — 57
- Наша батьківщина — 6
- Німецький список — 1

## Наслідки

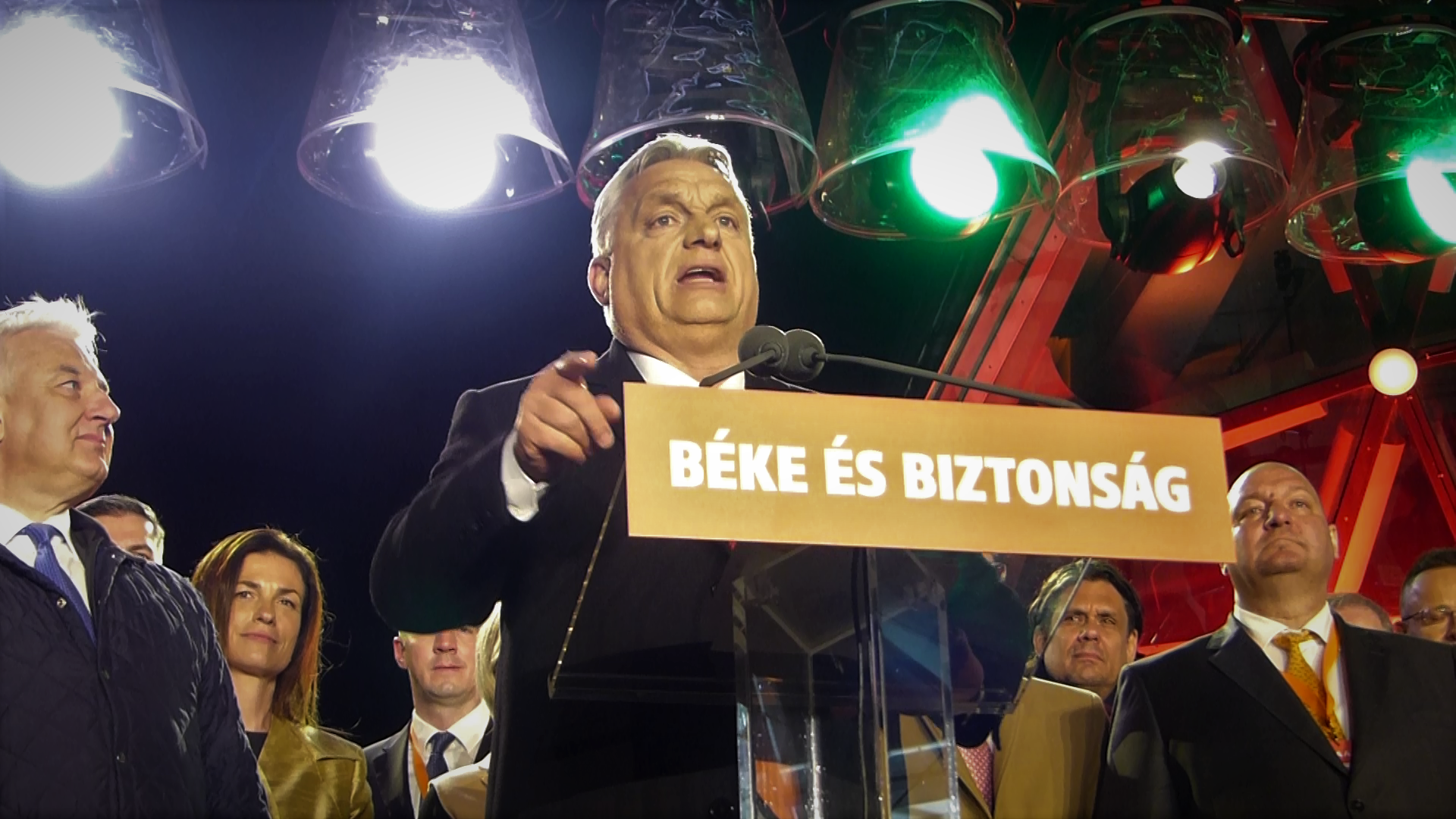
Віктор Орбан оголосив про перемогу

Чинний прем'єр-міністр Угорщини Віктор Орбан оголосив про перемогу в неділю ввечері, при цьому часткові результати показали, що його партія Фідес лідирує у голосуванні з великим відривом. Звертаючись до своїх прихильників після часткових результатів, Орбан сказав: «Ми здобули настільки велику перемогу, що її можна побачити з Місяця, і ви, безумовно, можете побачити її з Брюсселя». Орбан оголосив про свою перемогу як докір угорським лівим, міжнародним ЗМІ, «брюссельським бюрократам» і Володимиру Зеленському. Лідер опозиції Петер Маркі-Зай визнав поразку невдовзі після виступу Орбана. Reuters описала це як «нищівну перемогу».
ОБСЄ розгорнула моніторингову місію під час голосування.

### Міжнародна реакція
Серед глав урядів і глав держав, які привітали Орбана з перемогою, були президент Росії Володимир Путін, президент Чехії Мілош Земан, прем'єр-міністр Словенії Янез Янша, прем'єр-міністр Хорватії Андрей Пленкович, президент Казахстану Касим-Жомарт Токаєв, прем'єр-міністр Індії Нарендра Моді, прем'єр-міністр Албанії Еді Рама, президент Єгипту Абдель Фаттах ас-Сісі, президент Ізраїлю Ісаак Герцог, президент Туреччини Реджеп Тайіп Ердоган, президент Болгарії Румен Радєв, президент Киргизстану Садир Жапаров, президент Білорусі Олександр Лукашенко, президент Сербії Олександр Вучич, прем'єр-міністр Словаччини Едуард Хегер, прем'єр Китаю Лі Кецян, канцлер Австрії Карл Негаммер та прем'єр-міністр Чехії Петр Фіала.
Серед інших політиків і політичних партій, які привітали Орбана, були Маттео Сальвіні, лідер Ліги Півночі Італії та колишній віце-прем'єр-міністр, Хунор Келемен, лідер Демократичного союзу угорців Румунії та віце-прем'єр-міністр, Найджел Фарадж, колишній лідер Brexit Сполученого Королівства, колишній прем'єр-міністр Словаччини Роберт Фіцо, колишній президент США Дональд Трамп, Марін Ле Пен, лідерка Національного об'єднання Франції, голландський політик Партії свободи Герт Вілдерс, Мілорад Додік, серб, член президентства Боснії та Герцеговини та іспанської політичної партії Вокс. Відображаючи поточну напруженість через російські санкції, прем'єр-міністр Польщі Матеуш Моравецький був дещо більш стриманим, але сказав, що "незалежно від відносин [Польщі] з Угорщиною, ми повинні зазначити, що альянс «Фідес-Християнські демократи» виграв свої четверті вибори поспіль з найкращими результатами.
Президент Європейської ради Шарль Мішель також привітав Орбана, а генеральний секретар НАТО Єнс Столтенберг висловив «підтвердження» результатів.
Через два дні після виборів президент Європейської комісії Урсула фон дер Ляєн оголосила, що Комісія почне скорочувати фінансування Угорщини через проблеми з верховенством права. Представники уряду Угорщини розкритикували цей крок як спробу «покарати угорських виборців».